# Polidattilia

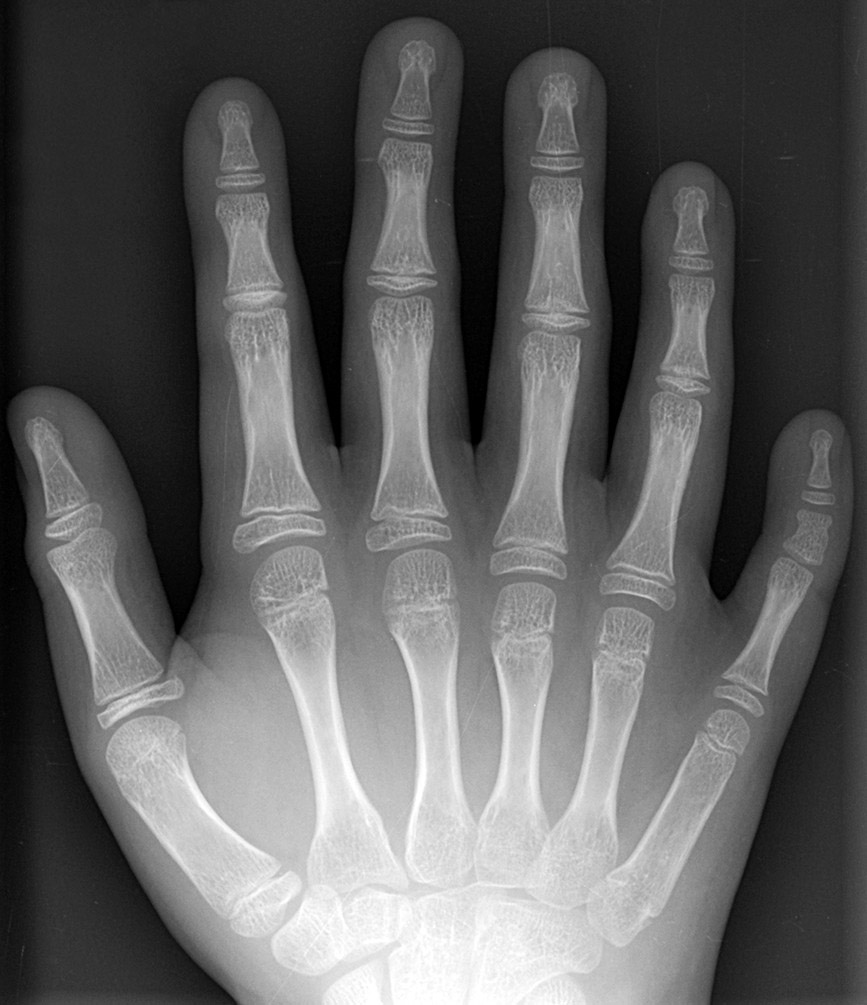
Radiografia digitale di una mano con dito soprannumerario.

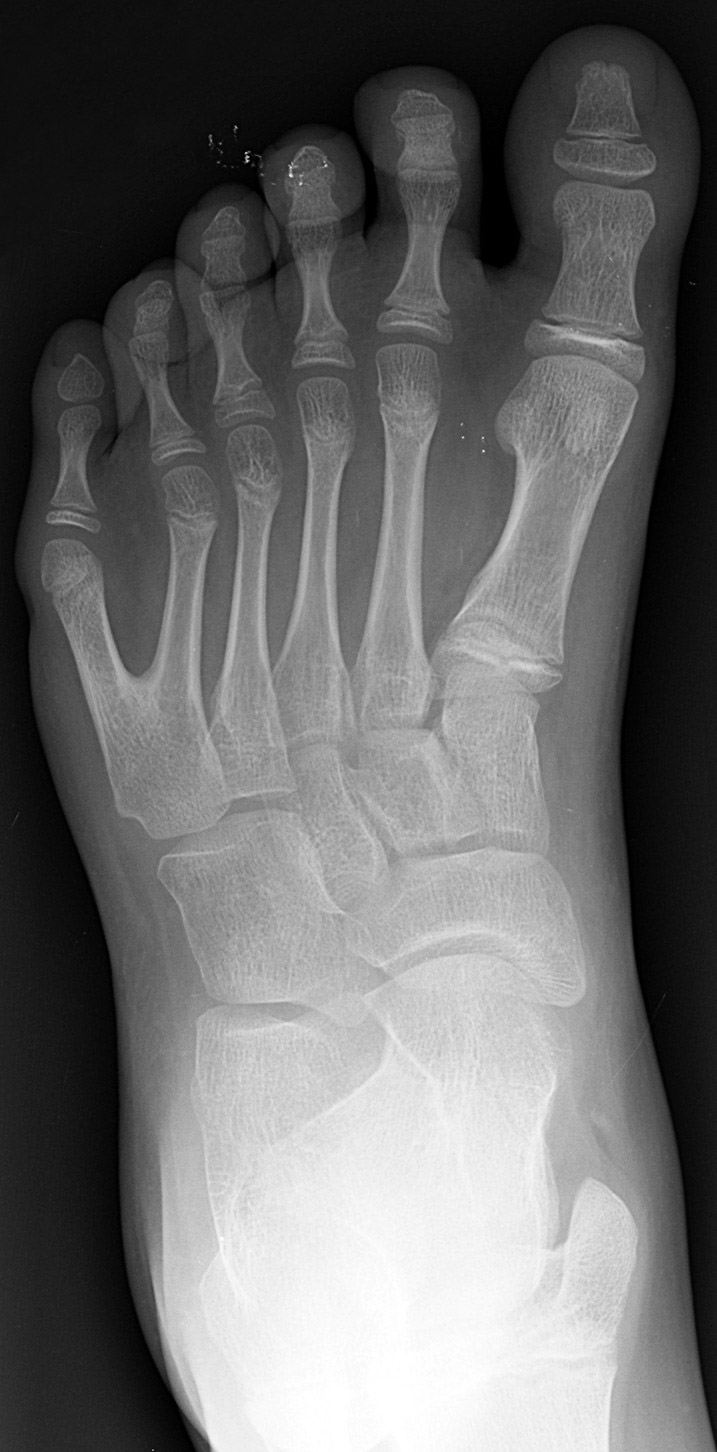
Radiografia digitale di un piede con dito soprannumerario.

La polidattilia (dal greco antico πολύς polys "molto" + δάκτυλος daktylos "dito"), anche conosciuta come iperdattilia, è un'anomalia genetica, nella quale le mani o i piedi dei soggetti affetti presentano un eccesso di dita rispetto alla normale conformazione. Quando le dita delle mani o dei piedi sono sei (è il caso relativamente più frequente), si parla anche di esadattilia.
La polidattilia può essere presente anche negli animali superiori.

## Eziopatogenesi
Si tratta di un carattere a trasmissione autosomica dominante, a penetranza a volte incompleta, nel senso che non tutti i portatori del gene esprimono questa malattia, e comunque a uno stesso genotipo non corrisponde lo stesso fenotipo: un individuo portatore del gene e quindi affetto può avere un dito soprannumerario nel piede, un individuo con cui è imparentato può manifestare la malattia anche nella mano destra e sinistra e non al piede, pur avendo lo stesso gene.
La polidattilia può presentarsi da sola o più sovente come caratteristica di una sindrome di anomalie congenite.

## Clinica
Il dito soprannumerario è solitamente un piccolo pezzo di tessuto molle. Occasionalmente contiene ossa prive di giunture, mentre è raro che sia completo e funzionante.
Il dito supplementare è più comunemente presente nel lato della mano dalla parte del mignolo (polidattilia postassiale), meno comune dal lato del pollice (polidattilia preassiale) e raramente si trova tra le altre dita (polidattilia centrale).

## Personaggi noti affetti da polidattilia
- Hrithik Roshan, attore di Bollywood.[3]
- Antonio Alfonseca, giocatore della Major League Baseball.
- Hound Dog Taylor, chitarrista blues.
- Gary Sobers, giocatore di cricket indiano (aveva entrambe le mani polidattile: secondo la sua autobiografia si rimosse da solo le dita soprannumerarie con un coltello).[4]
- Gemma Arterton,[5] attrice.
- Carlo VIII, re di Francia dal 1483 al 1498.
- Toyotomi Hideyoshi, samurai, militare e politico giapponese; secondo alcune fonti si tagliò da solo un pollice extra dalla mano destra.
- Anna Bolena, seconda moglie di Enrico VIII.
- Robert Chambers, giornalista e scrittore scozzese (esadattilo in mani e piedi, venne operato ma ne rimase danneggiato).
- Vicente Fox, ex presidente del Messico (polidattilia ai piedi).

## Personaggi immaginari affetti da polidattilia
- Hannibal Lecter, personaggio, soggetto letterario e cinematografico, nato dalla mente di Thomas Harris e protagonista dei suoi libri.
- Stanford "Ford" Pines, personaggio della serie Gravity Falls.
- Kinzo Ushiromiya, personaggio della visual novel Umineko No Naku Koro Ni.
- Frank Nunn, personaggio ricorrente della serie Monk.
- Conte Tyrone Rugen, personaggio interpretato da Christopher Guest nel film La storia fantastica del 1987.
- Franz, personaggio interpretato da Franz Rogowski, direttore artistico del Zirkus Berlin nel film Freaks Out uscito nelle sale il 28 ottobre 2021 diretto da Gabriele Mainetti.
- I "Comyn", casta dominante del mondo immaginario di Darkover, nella omonima serie di romanzi fantasy di Marion Zimmer Bradley.
- Jeffrey "Jeff" Randell, personaggio della serie Clarence.